# Manuel Rojas Zúñiga
Manuel Antonio Rojas Zúñiga (Santiago, Chile, 13 de junio de 1954) es un exfutbolista chileno, jugaba de volante ofensivo, desarrollando gran parte de su carrera en Chile y en los EE. UU. Fue seleccionado chileno en el Mundial de España en 1982.

## Trayectoria
Comenzó su carrera profesional en las divisiones inferiores del club Palestino en 1971, en donde debutó en la Primera división en 1973. Luego de dos buenas temporadas emigra al Club América de México en donde logra el título de la primera división la temporada 1975-76. Vuelve a Palestino el año 1977 en donde logra el título de 1978 con el cuadro tricolor, equipo en el que destacaban entre otros Elías Figueroa y Oscar Fabbiani. En 1981 firmó por la Universidad Católica.
En 1983, se trasladó a los Estados Unidos, donde firmó con los Tampa Bay Rowdies de la North American Soccer League (NASL), luego firma en Golden Bay Earthquakes y más tarde en Chicago Sting donde ganó el campeonato de la NASL de 1984, anotando un gol en la victoria por 2-1 sobre el Toronto Blizzard en el primer juego de la serie del campeonato.
Con la desaparición de la NASL en 1985, termina jugando en la liga indoor (bajo techo) en clubes de la ciudad de Chicago hasta la temporada 1990, cuando se retira de la actividad.

## Selección nacional
Vistió la camiseta de la Selección de fútbol de Chile en 28 encuentros desde 1977 hasta 1982, destacando su participación en las Eliminatorias 1977, en la Copa América 1979, Eliminatorias 1981 y Mundial 1982.

### Participaciones en eliminatorias
| Clasificatoria                   | Resultado     | Partidos | Goles |
| -------------------------------- | ------------- | -------- | ----- |
| Eliminatorias Sudamericanas 1978 | Segundo lugar | 1        | 0     |
| Eliminatorias Sudamericanas 1982 | Primer lugar  | 4        | 0     |

### Participaciones en Copas del Mundo
| Mundial                        | Sede   | Resultado    | Partidos | Goles |
| ------------------------------ | ------ | ------------ | -------- | ----- |
| Copa Mundial de Fútbol de 1982 | España | Primera fase | 1        | 0     |

### Participaciones en Copa América
| Copa              | Sede              | Resultado  | Partidos | Goles |
| ----------------- | ----------------- | ---------- | -------- | ----- |
| Copa América 1979 | Sin sede definida | Subcampeón | 4        | 0     |

## Clubes
| Club                     | País           | Año       |
| ------------------------ | -------------- | --------- |
| Palestino                | Chile          | 1973-1975 |
| América                  | México         | 1975-1977 |
| Palestino                | Chile          | 1977-1980 |
| Universidad Católica     | Chile          | 1981-1982 |
| Tampa Bay Rowdies        | Estados Unidos | 1983-1984 |
| Chicago Sting            | Estados Unidos | 1984-1988 |
| El Paso/Juarez Gamecocks | Estados Unidos | 1985-1988 |
| Tampa Bay Rowdies        | Estados Unidos | 1988      |
| Chicago Power            | Estados Unidos | 1988-1991 |

## Palmarés

### Títulos nacionales
| Título           | Equipo        | País           | Año     |
| ---------------- | ------------- | -------------- | ------- |
| Copa Chile       | Palestino     | Chile          | 1975    |
| Primera División | América       | México         | 1975-76 |
| Primera División | Palestino     | Chile          | 1978    |
| NASL             | Chicago Sting | Estados Unidos | 1984    |

### Distinciones individuales
| Distinción                                                                                | Año  |
| ----------------------------------------------------------------------------------------- | ---- |
| Mejor futbolista profesional del año, según el Círculo de Periodistas Deportivos de Chile | 1980 |